# Eurogroup for Animals
 (octobre 2023).
Si vous disposez d'ouvrages ou d'articles de référence ou si vous connaissez des sites web de qualité traitant du thème abordé ici, merci de compléter l'article en donnant les références utiles à sa vérifiabilité et en les liant à la section « Notes et références ».
Eurogroup for Animals (en français : Eurogroupe pour les Animaux) est un groupe d'influence pour les droits des animaux fondé en 1980 et basé à Bruxelles (Belgique), qui cherche à améliorer les normes de bien-être animal dans l'Union européenne. L'association représente des organisations de protection des animaux dans 26 des 27 États membres de l'UE et dans plusieurs autres pays.
L'Eurogroupe pour les animaux fournit des conseils et une expertise en matière de bien-être animal à diverses institutions européennes, telles que la Commission européenne, le Conseil de l'Union européenne et le Parlement européen. Il assure également le secrétariat de l'Intergroupe parlementaire européen sur le bien-être et la conservation des animaux, qui se réunit une fois par mois au Parlement européen à Strasbourg.

## Historique
La Royal Society for the Prevention of Cruelty to Animals (RSPCA) britannique fonde l'Eurogroup for Animals en 1980 (le Royaume-Uni faisant alors partie de la Communauté économique européenne) avec cinq autres organisations d'autres États membres de la CEE (plus tard de l'Union européenne) : De Dierenbescherming (nl) aux Pays-Bas, Deutscher Tierschutzbund (de) en Allemagne, Dyrenes Beskyttelse (da) au Danemark, la Société protectrice des animaux (SPA) en France et Lëtzebuerger Déiereschutzliga au Luxembourg) après avoir constaté que de plus en plus de législations relatives aux animaux étaient décidées au niveau européen. Il s'agit de l'un des groupes d'influence les plus anciens à Bruxelles. Il s'est développé au fil des années pour représenter des organisations de protection des animaux dans 26 des 27 États membres de l'Union européenne, ainsi que dans plusieurs pays tiers, dont le Royaume-Uni, la Suisse, la Norvège, la Serbie, les États-Unis et l'Australie. Plusieurs organisations mondiales telles que Animals International, Compassion in World Farming (CIWF) et la Société mondiale de protection des animaux sont également membres de l'Eurogroupe pour les animaux.
Elle a profité de l'expansion de l'Union européenne en Europe centrale et orientale pour y soutenir les organisations de protection des animaux. 